# Porca miseria!
Porca miseria! è un film italiano del 1951 diretto da Giorgio Bianchi. Si tratta del rifacimento della pellicola del 1935 Quei due, a sua volta tratto dalla commedia omonima di Eduardo De Filippo.

## Trama
Due poveracci incontrano una fanciulla con grossi problemi economici e decidono di mettere su una piccola compagnia teatrale per tentare di racimolare qualche soldo. Il progetto fallirà miseramente e i due, che nel frattempo si erano innamorati entrambi della ragazza, finiscono a mani vuote poiché lei se ne va con un violinista.